# مارلين هوروويتز
مارلين هوروويتز (بالإنجليزية: Marilyn Horowitz)‏ هي كاتبة سيناريو أمريكية، ولدت في 1957.

## وصلات خارجية
- الموقع الرسمي
- مارلين هوروويتز على موقع IMDb (الإنجليزية)
- مارلين هوروويتز على موقع أول موفي (الإنجليزية)
- مارلين هوروويتز على موقع كينوبويسك (الروسية)